# Niklaus Franz von Bachmann
Niklaus Leodegar Franz Ignaz von Bachmann-An der Letz (* 27. März 1740 in Näfels; † 11. Februar 1831 ebenda) war ein Schweizer Militärführer und erster Oberbefehlshaber der gesamtschweizerischen Armee.

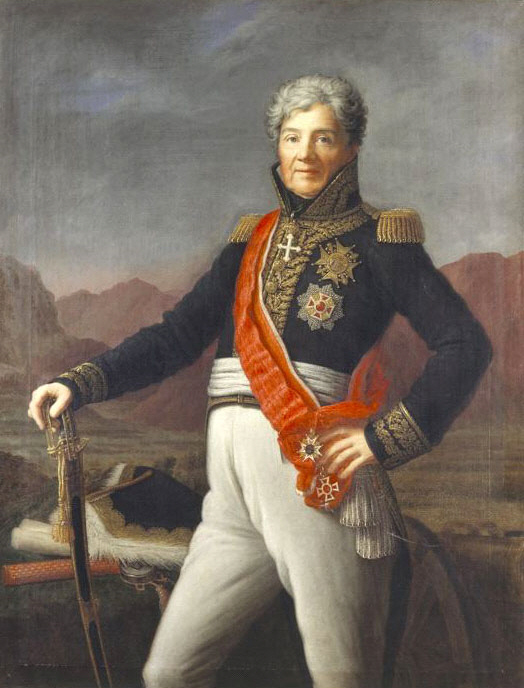
Niklaus Franz von Bachmann in französischer Uniform, Porträt von Felix Maria Diogg 1817

## Leben
Niklaus Leodegar Franz Ignaz von Bachmann war ein Sohn des Feldmarschalls (in französischen Diensten) und Ludwigsritters Karl Leonhard Bachmann von Näfels (1683–1749) und der Maria Ignazia Elisabetha Keller (1714–1779), einer Tochter des Luzerner Patriziers Anton Leodegar Keller. Sein Bruder war Karl Josef Anton Leodegar von Bachmann.
Seine Kindheit verbrachte er im Freulerpalast Näfels, die Schulzeit und Ausbildung am Jesuitenkollegium Stella Matutina in Feldkirch sowie am Nazarenerinstitut in Rom.
1756 trat er in den französischen Solddienst ein und stieg bis zum Generalleutnant auf. Nach der Entlassung der Schweizer Truppen in Frankreich 1792 trat er in sardisch-piemontesische Dienste und wurde 1794 zum Generalmajor ernannt. Er kämpfte gegen die Französische Revolution und kam als Kriegsgefangener in die Schweiz zurück. Die Helvetische Regierung stellte ihn unter Hausarrest, anschliessend begab er sich in englische Dienste und stellte das Regiment Bachmann mit englischen Mitteln zusammen, um gegen die Franzosen zu kämpfen. 

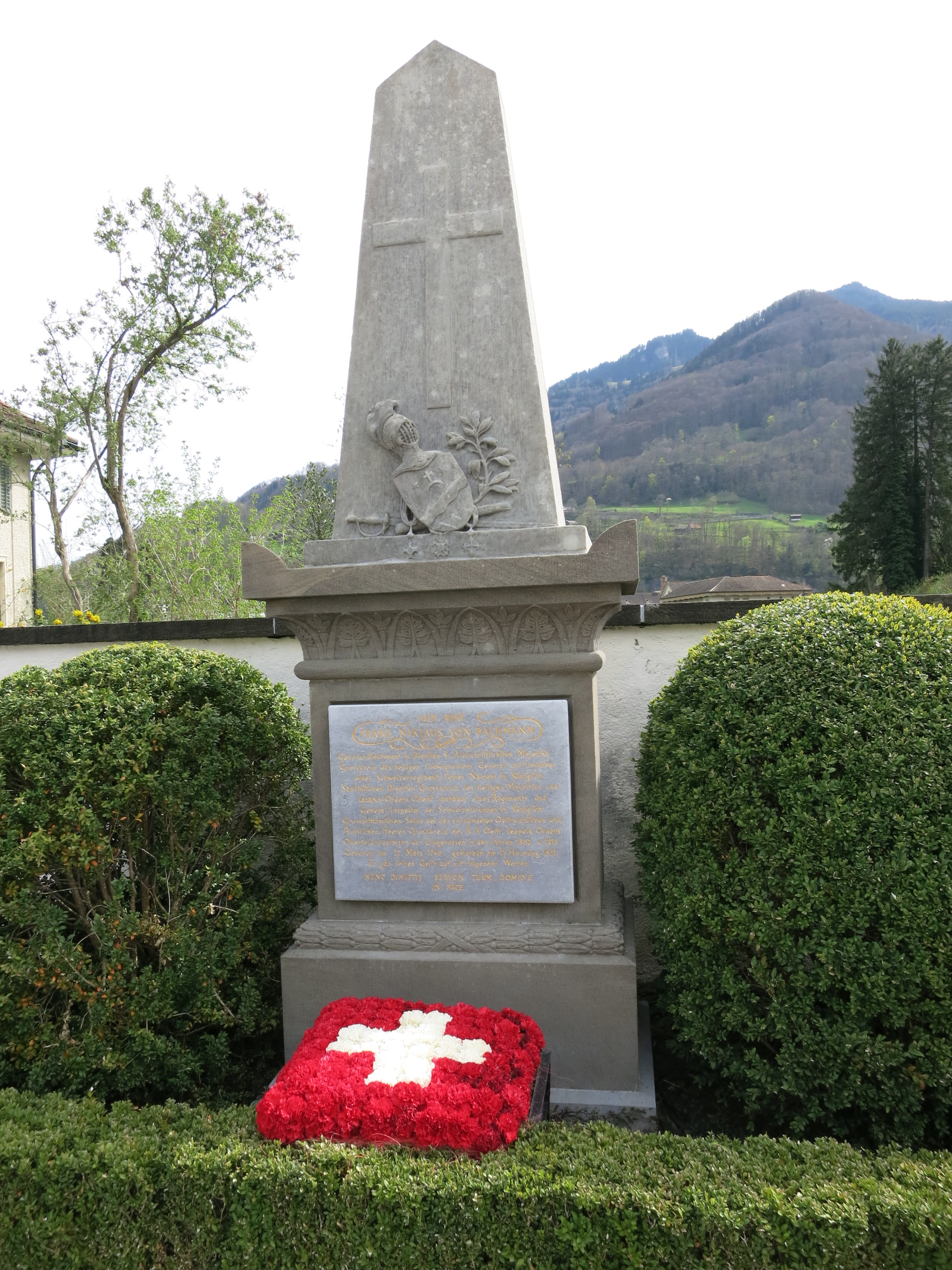
Grabmal in Näfels

Nach dem Tod von General Friedrich von Hotze übernahm er als Generalinspektor der Schweizer Emigrantenarmee den Oberbefehl über die gegen Napoleon kämpfenden Schweizer Truppen auf der Seite der Alliierten. Im Stecklikrieg befehligte er die konservativen Truppen, welche in Bern die Helvetik beendeten. Damit war er seit 1802 der erste Oberkommandierende einer gesamtschweizerischen Armee. 1815 wählte ihn die Tagsatzung zum General. Bachmann drang beim Burgunderfeldzug als einziger Schweizer Heerführer der neueren Geschichte mit Einverständnis der Tagsatzung in fremdes Territorium ein. Der Feldzug in die Franche-Comté scheiterte jedoch nach 20 Kilometern am schlechten Wetter und an Versorgungs-Problemen. Bachmann trat am 22. Juli 1815 wegen des mangelnden Rückhalts bei der Tagsatzung zurück und übergab das Kommando an Hans Conrad Finsler. Die Schweiz erhielt in der Folge für ihre Anstrengungen auch bei der vorherigen Grenzbesetzung gegen den von Elba kurzfristig zurückgekehrten Napoleon Bonaparte von den Alliierten Anerkennung, musste zwar einen Teil des von ihr beanspruchten Pays de Gex an Frankreich abtreten, konnte aber aufgrund ihrer Anstrengungen einen Teil davon behalten.
Niklaus Franz von Bachmann führte die roten Armbinden mit dem weissen Schweizerkreuz ein, das seit dem Spätmittelalter in Vergessenheit geraten war. Seine Ideen fanden Eingang in den Bundesvertrag von 1815 und insbesondere ins Militärreglement von 1817.

## Ehrungen
- 1778: Ritter des Ludwigsordens (Frankreich)
- 11. April 1795: Ritter des Ordens der Heiligen Mauritius und Lazarus (Königreich Sardinien)
- 4. August 1815: Grosskreuz des Ordens der Heiligen Mauritius und Lazarus
- 1. September 1815: Grosskreuz des Leopoldordens (Kaisertum Österreich)
- 3. Mai 1816: Grosskreuz des Ludwigsordens
- 12. Juli 1816: Goldener Ehrendegen der Tagsatzung (Eidgenossenschaft)

## Fussnoten
1. ↑  Lebenslauf General Bachmann
2. ↑  General-Bachmann-Gesellschaft (Hrsg.): Grenzbesetzung 1815 (mit Vorwort von Samuel Schmid); 2015
3. ↑  Hervé de Weck: Burgunderfeldzug. In: Historisches Lexikon der Schweiz.
4. ↑  
siehe Emanuel Friedrich Fischer: Zum Andenken des Freyherrn Niklaus Franz von Bachmann. Zürich 1831, S. 77f Google-Digitalisat
5. ↑  Die obigen Einzelnachweise

| Personendaten    | Personendaten                                          |
| ---------------- | ------------------------------------------------------ |
| NAME             | Bachmann, Niklaus Franz von                            |
| ALTERNATIVNAMEN  | Bachmann-An der Letz, Niklaus Leodegar Franz Ignaz von |
| KURZBESCHREIBUNG | Schweizer Militärführer                                |
| GEBURTSDATUM     | 27. März 1740                                          |
| GEBURTSORT       | Näfels                                                 |
| STERBEDATUM      | 11. Februar 1831                                       |
| STERBEORT        | Näfels                                                 |